# Список астероїдів (8501—8600)
| Назва                                | Тимчасове позначення | Дата відкриття    | Місце відкриття                               | Відкривач                                              |
| ------------------------------------ | -------------------- | ----------------- | --------------------------------------------- | ------------------------------------------------------ |
| 8501 Вахольц (Wachholz)              | 1990 TK8             | 13 жовтня 1990    | Обсерваторія Карла Шварцшильда                | Лутц Шмадель, Ф. Бернґен                               |
| 8502 Бого (Bauhaus)                  | 1990 TR12            | 14 жовтня 1990    | Обсерваторія Карла Шварцшильда                | Ф. Бернґен, Лутц Шмадель                               |
| 8503 Масакацу (Masakatsu)            | 1990 WX3             | 21 листопада 1990 | Обсерваторія Кітамі                           | Кін Ендате, Кадзуро Ватанабе                           |
| (8504) 1990 YC                       | 1990 YC              | 17 грудня 1990    | Обсерваторія Кушіро                           | Сейджі Уеда, Хіроші Канеда                             |
| (8505) 1990 YK                       | 1990 YK              | 19 грудня 1990    | Обсерваторія Кушіро                           | Сейджі Уеда, Хіроші Канеда                             |
| (8506) 1991 CN                       | 1991 CN              | 5 лютого 1991     | Обсерваторія Йорії                            | Масару Араї, Хіроші Морі                               |
| (8507) 1991 CB1                      | 1991 CB1             | 15 лютого 1991    | Обсерваторія Кітт-Пік                         | Spacewatch                                             |
| (8508) 1991 CU1                      | 1991 CU1             | 14 лютого 1991    | Обсерваторія Кушіро                           | Сейджі Уеда, Хіроші Канеда                             |
| (8509) 1991 FV2                      | 1991 FV2             | 20 березня 1991   | Обсерваторія Ла-Сілья                         | Анрі Дебеонь                                           |
| (8510) 1991 PT8                      | 1991 PT8             | 5 серпня 1991     | Паломарська обсерваторія                      | Генрі Гольт                                            |
| (8511) 1991 PY10                     | 1991 PY10            | 7 серпня 1991     | Паломарська обсерваторія                      | Генрі Гольт                                            |
| (8512) 1991 PC11                     | 1991 PC11            | 7 серпня 1991     | Паломарська обсерваторія                      | Генрі Гольт                                            |
| (8513) 1991 PK11                     | 1991 PK11            | 9 серпня 1991     | Паломарська обсерваторія                      | Генрі Гольт                                            |
| (8514) 1991 PK15                     | 1991 PK15            | 7 серпня 1991     | Паломарська обсерваторія                      | Генрі Гольт                                            |
| 8515 Корван (Corvan)                 | 1991 RJ              | 4 вересня 1991    | Обсерваторія Сайдинг-Спрінг                   | Роберт Макнот                                          |
| 8516 Хьяккай (Hyakkai)               | 1991 TW1             | 13 жовтня 1991    | Окутама                                       | Цуному Хіокі, Шудзі Хаякава                            |
| (8517) 1992 BB5                      | 1992 BB5             | 28 січня 1992     | Обсерваторія Кушіро                           | Сейджі Уеда, Хіроші Канеда                             |
| (8518) 1992 DM6                      | 1992 DM6             | 29 лютого 1992    | Обсерваторія Ла-Сілья                         | UESAC                                                  |
| (8519) 1992 DB10                     | 1992 DB10            | 29 лютого 1992    | Обсерваторія Ла-Сілья                         | UESAC                                                  |
| (8520) 1992 EC12                     | 1992 EC12            | 6 березня 1992    | Обсерваторія Ла-Сілья                         | UESAC                                                  |
| 8521 Буленвійєр (Boulainvilliers)    | 1992 GF4             | 4 квітня 1992     | Обсерваторія Ла-Сілья                         | Ерік Вальтер Ельст                                     |
| (8522) 1992 ML                       | 1992 ML              | 25 червня 1992    | Паломарська обсерваторія                      | Ґреґорі Леонард                                        |
| 8523 Буйябесс (Bouillabaisse)        | 1992 PX              | 8 серпня 1992     | Коссоль                                       | Ерік Вальтер Ельст                                     |
| 8524 Паолоруффіні (Paoloruffini)     | 1992 RJ3             | 2 вересня 1992    | Обсерваторія Ла-Сілья                         | Ерік Вальтер Ельст                                     |
| 8525 Нільсейбел (Nielsabel)          | 1992 RZ5             | 2 вересня 1992    | Обсерваторія Ла-Сілья                         | Ерік Вальтер Ельст                                     |
| 8526 Такеутіюко (Takeuchiyukou)      | 1992 SM12            | 23 вересня 1992   | Обсерваторія Кітамі                           | Кін Ендате, Кадзуро Ватанабе                           |
| 8527 Катаяма (Katayama)              | 1992 SV12            | 28 вересня 1992   | Обсерваторія Кітамі                           | Кін Ендате, Кадзуро Ватанабе                           |
| (8528) 1992 SC24                     | 1992 SC24            | 29 вересня 1992   | Паломарська обсерваторія                      | Генрі Гольт                                            |
| 8529 Сіндзі (Sinzi)                  | 1992 UH2             | 19 жовтня 1992    | Обсерваторія Кітамі                           | Кін Ендате, Кадзуро Ватанабе                           |
| 8530 Коробоккур (Korbokkur)          | 1992 UK5             | 25 жовтня 1992    | Нюкаса                                        | Масанорі Хірасава, Шохеї Судзукі                       |
| 8531 Мінеосайто (Mineosaito)         | 1992 WX2             | 16 листопада 1992 | Обсерваторія Кітамі                           | Кін Ендате, Кадзуро Ватанабе                           |
| (8532) 1992 YW3                      | 1992 YW3             | 29 грудня 1992    | Обсерваторія Яцуґатаке-Кобутізава             | Йошіо Кушіда, Осаму Мурамацу                           |
| 8533 Охіра (Oohira)                  | 1993 BM              | 20 січня 1993     | Обсерваторія Ніхондайра                       | Такеші Урата                                           |
| 8534 Кнутссон (Knutsson)             | 1993 FJ10            | 17 березня 1993   | Обсерваторія Ла-Сілья                         | Клаес-Інґвар Лаґерквіст                                |
| 8535 Пеллесванслес (Pellesvanslos)   | 1993 FH22            | 21 березня 1993   | Обсерваторія Ла-Сілья                         | Клаес-Інґвар Лаґерквіст                                |
| 8536 Манс (Mans)                     | 1993 FK23            | 21 березня 1993   | Обсерваторія Ла-Сілья                         | Клаес-Інґвар Лаґерквіст                                |
| 8537 Біллокбулл (Billochbull)        | 1993 FG24            | 21 березня 1993   | Обсерваторія Ла-Сілья                         | Клаес-Інґвар Лаґерквіст                                |
| 8538 Ґаммелмая (Gammelmaja)          | 1993 FR26            | 21 березня 1993   | Обсерваторія Ла-Сілья                         | Клаес-Інґвар Лаґерквіст                                |
| 8539 Лабан (Laban)                   | 1993 FT32            | 19 березня 1993   | Обсерваторія Ла-Сілья                         | Клаес-Інґвар Лаґерквіст                                |
| 8540 Ардеберг (Ardeberg)             | 1993 FK80            | 17 березня 1993   | Обсерваторія Ла-Сілья                         | UESAC                                                  |
| 8541 Шалькенмерен (Schalkenmehren)   | 1993 TZ32            | 9 жовтня 1993     | Обсерваторія Ла-Сілья                         | Ерік Вальтер Ельст                                     |
| (8542) 1993 VB2                      | 1993 VB2             | 11 листопада 1993 | Обсерваторія Кушіро                           | Сейджі Уеда, Хіроші Канеда                             |
| 8543 Цунемі (Tsunemi)                | 1993 XO1             | 15 грудня 1993    | Обсерваторія Оїдзумі                          | Такао Кобаяші                                          |
| 8544 Сіґенорі (Sigenori)             | 1993 YE              | 17 грудня 1993    | Обсерваторія Оїдзумі                          | Такао Кобаяші                                          |
| 8545 Макгі (McGee)                   | 1994 AM1             | 2 січня 1994      | Стейкенбрідж                                  | Браян Маннінґ                                          |
| 8546 Кенмотсу (Kenmotsu)             | 1994 AH3             | 13 січня 1994     | Обсерваторія Кітамі                           | Кін Ендате, Кадзуро Ватанабе                           |
| (8547) 1994 CQ                       | 1994 CQ              | 4 лютого 1994     | Обсерваторія Кушіро                           | Сейджі Уеда, Хіроші Канеда                             |
| 8548 Сумідзіхара (Sumizihara)        | 1994 ER3             | 14 березня 1994   | Обсерваторія Кітамі                           | Кін Ендате, Кадзуро Ватанабе                           |
| 8549 Алкіда (Alcide)                 | 1994 FS              | 30 березня 1994   | Фарра-д'Ізонцо                                | Фарра-д'Ізонцо                                         |
| 8550 Гесіод (Hesiodos)               | 1994 PV24            | 12 серпня 1994    | Обсерваторія Ла-Сілья                         | Ерік Вальтер Ельст                                     |
| 8551 Дайтаработі (Daitarabochi)      | 1994 VC7             | 11 листопада 1994 | Нюкаса                                        | Масанорі Хірасава, Шохеї Судзукі                       |
| 8552 Хьоїті (Hyoichi)                | 1995 HE              | 20 квітня 1995    | Обсерваторія Кума Коґен                       | Акімаса Накамура                                       |
| 8553 Бредсміт (Bradsmith)            | 1995 HG              | 20 квітня 1995    | Обсерваторія Кітамі                           | Кін Ендате, Кадзуро Ватанабе                           |
| 8554 Ґабрета (Gabreta)               | 1995 KH              | 25 травня 1995    | Обсерваторія Клеть                            | Мілош Тіхі                                             |
| 8555 Мірімао (Mirimao)               | 1995 LD              | 3 червня 1995     | Обсерваторія Санта-Лючія Стронконе            | Обсерваторія Санта-Лючія Стронконе                     |
| 8556 Яна (Jana)                      | 1995 NB              | 7 липня 1995      | Обсерваторія Клеть                            | Зденек Моравец                                         |
| 8557 Шароун (Saroun)                 | 1995 OK              | 23 липня 1995     | Обсерваторія Ондржейов                        | Ленка Коткова                                          |
| 8558 Гак (Hack)                      | 1995 PC              | 1 серпня 1995     | Обсерваторія Пістоїєзе                        | Лучано Тезі, Андреа Боаттіні                           |
| (8559) 1995 QM2                      | 1995 QM2             | 25 серпня 1995    | Обсерваторія Наті-Кацуура                     | Йошісада Шімідзу, Такеші Урата                         |
| 8560 Цубакі (Tsubaki)                | 1995 SD5             | 20 вересня 1995   | Обсерваторія Кітамі                           | Кін Ендате, Кадзуро Ватанабе                           |
| 8561 Сікорук (Sikoruk)               | 1995 SO29            | 26 вересня 1995   | Станція Зеленчуцька обсерваторії Енгельгардта | Т. Крячко                                              |
| (8562) 1995 SK53                     | 1995 SK53            | 28 вересня 1995   | Станція Сінлун                                | SCAP                                                   |
| (8563) 1995 US                       | 1995 US              | 19 жовтня 1995    | Огляд Каталіна                                | Тімоті Спар                                            |
| 8564 Аномалокаріс (Anomalocaris)     | 1995 UL3             | 17 жовтня 1995    | Обсерваторія Наті-Кацуура                     | Йошісада Шімідзу, Такеші Урата                         |
| (8565) 1995 WB6                      | 1995 WB6             | 24 листопада 1995 | Обсерваторія Одзіма                           | Тсунео Ніїдзіма, Такеші Урата                          |
| (8566) 1996 EN                       | 1996 EN              | 15 березня 1996   | Обсерваторія Галеакала                        | NEAT                                                   |
| (8567) 1996 HW1                      | 1996 HW1             | 23 квітня 1996    | Обсерваторія Кітт-Пік                         | Spacewatch                                             |
| 8568 Ларрівілсон (Larrywilson)       | 1996 RU2             | 10 вересня 1996   | Обсерваторія Галеакала                        | NEAT                                                   |
| 8569 Мамелі (Mameli)                 | 1996 TG              | 1 жовтня 1996     | Коллеверде ді Ґвідонія                        | Вінченцо Касуллі                                       |
| (8570) 1996 TN10                     | 1996 TN10            | 9 жовтня 1996     | Обсерваторія Кушіро                           | Сейджі Уеда, Хіроші Канеда                             |
| 8571 Таніґуті (Taniguchi)            | 1996 UX              | 20 жовтня 1996    | Обсерваторія Оїдзумі                          | Такао Кобаяші                                          |
| 8572 Нідзьо (Nijo)                   | 1996 UG1             | 19 жовтня 1996    | Обсерваторія Клеть                            | Яна Тіха, Мілош Тіхі                                   |
| 8573 Іванка (Ivanka)                 | 1996 VQ              | 4 листопада 1996  | Обсерваторія Клеть                            | Зденек Моравец                                         |
| 8574 Макотоірі (Makotoirie)          | 1996 VC2             | 6 листопада 1996  | Обсерваторія Оїдзумі                          | Такао Кобаяші                                          |
| 8575 Сейсітакеуті (Seishitakeuchi)   | 1996 VL8             | 7 листопада 1996  | Обсерваторія Кітамі                           | Кін Ендате, Кадзуро Ватанабе                           |
| (8576) 1996 VN8                      | 1996 VN8             | 7 листопада 1996  | Обсерваторія Кушіро                           | Сейджі Уеда, Хіроші Канеда                             |
| 8577 Шозеїкоморі (Choseikomori)      | 1996 VX8             | 7 листопада 1996  | Обсерваторія Кітамі                           | Кін Ендате, Кадзуро Ватанабе                           |
| 8578 Сьодзікато (Shojikato)          | 1996 WZ              | 19 листопада 1996 | Обсерваторія Оїдзумі                          | Такао Кобаяші                                          |
| 8579 Хієйдзан (Hieizan)              | 1996 XV19            | 11 грудня 1996    | Обсерваторія Оїдзумі                          | Такао Кобаяші                                          |
| 8580 Пінскі (Pinsky)                 | 1996 XZ25            | 14 грудня 1996    | Прескоттська обсерваторія                     | Пол Комба                                              |
| 8581 Джонін (Johnen)                 | 1996 YO2             | 28 грудня 1996    | Обсерваторія Тітібу                           | Наото Сато                                             |
| 8582 Кадзухіса (Kazuhisa)            | 1997 AY              | 2 січня 1997      | Обсерваторія Оїдзумі                          | Такао Кобаяші                                          |
| 8583 Фроберґер (Froberger)           | 1997 AK6             | 8 січня 1997      | Прескоттська обсерваторія                     | Пол Комба                                              |
| (8584) 1997 AN22                     | 1997 AN22            | 11 січня 1997     | Станція Сінлун                                | SCAP                                                   |
| 8585 Пурпурея (Purpurea)             | 2025 P-L             | 24 вересня 1960   | Паломарська обсерваторія                      | К. Й. ван Гаутен, І. ван Гаутен-Ґроневельд, Т. Герельс |
| 8586 Епопс (Epops)                   | 2563 P-L             | 24 вересня 1960   | Паломарська обсерваторія                      | К. Й. ван Гаутен, І. ван Гаутен-Ґроневельд, Т. Герельс |
| 8587 Руфіколліс (Ruficollis)         | 3078 P-L             | 25 вересня 1960   | Паломарська обсерваторія                      | К. Й. ван Гаутен, І. ван Гаутен-Ґроневельд, Т. Герельс |
| 8588 Авозетта (Avosetta)             | 4025 P-L             | 24 вересня 1960   | Паломарська обсерваторія                      | К. Й. ван Гаутен, І. ван Гаутен-Ґроневельд, Т. Герельс |
| 8589 Стелларіс (Stellaris)           | 4068 P-L             | 24 вересня 1960   | Паломарська обсерваторія                      | К. Й. ван Гаутен, І. ван Гаутен-Ґроневельд, Т. Герельс |
| 8590 Піґарґ (Pygargus)               | 6533 P-L             | 24 вересня 1960   | Паломарська обсерваторія                      | К. Й. ван Гаутен, І. ван Гаутен-Ґроневельд, Т. Герельс |
| 8591 Екскубітор (Excubitor)          | 6543 P-L             | 24 вересня 1960   | Паломарська обсерваторія                      | К. Й. ван Гаутен, І. ван Гаутен-Ґроневельд, Т. Герельс |
| 8592 Рубетра (Rubetra)               | 1188 T-1             | 25 березня 1971   | Паломарська обсерваторія                      | К. Й. ван Гаутен, І. ван Гаутен-Ґроневельд, Т. Герельс |
| 8593 Анґустіростріс (Angustirostris) | 2186 T-1             | 25 березня 1971   | Паломарська обсерваторія                      | К. Й. ван Гаутен, І. ван Гаутен-Ґроневельд, Т. Герельс |
| 8594 Альбіфронс (Albifrons)          | 2245 T-1             | 25 березня 1971   | Паломарська обсерваторія                      | К. Й. ван Гаутен, І. ван Гаутен-Ґроневельд, Т. Герельс |
| 8595 Дуґаллі (Dougallii)             | 3233 T-1             | 26 березня 1971   | Паломарська обсерваторія                      | К. Й. ван Гаутен, І. ван Гаутен-Ґроневельд, Т. Герельс |
| 8596 Альхата (Alchata)               | 1298 T-2             | 29 вересня 1973   | Паломарська обсерваторія                      | К. Й. ван Гаутен, І. ван Гаутен-Ґроневельд, Т. Герельс |
| 8597 Сандвіченсіс (Sandvicensis)     | 2045 T-2             | 29 вересня 1973   | Паломарська обсерваторія                      | К. Й. ван Гаутен, І. ван Гаутен-Ґроневельд, Т. Герельс |
| 8598 Тетрікс (Tetrix)                | 2202 T-2             | 29 вересня 1973   | Паломарська обсерваторія                      | К. Й. ван Гаутен, І. ван Гаутен-Ґроневельд, Т. Герельс |
| 8599 Ріпарія (Riparia)               | 2277 T-2             | 29 вересня 1973   | Паломарська обсерваторія                      | К. Й. ван Гаутен, І. ван Гаутен-Ґроневельд, Т. Герельс |
| 8600 Арундінасеус (Arundinaceus)     | 3060 T-2             | 30 вересня 1973   | Паломарська обсерваторія                      | К. Й. ван Гаутен, І. ван Гаутен-Ґроневельд, Т. Герельс |

| Астероїди 1—10000 → |           |           |           |           |           |           |           |           |            |
| 1—100               | 1001—1100 | 2001—2100 | 3001—3100 | 4001—4100 | 5001—5100 | 6001—6100 | 7001—7100 | 8001—8100 | 9001—9100  |
| 101—200             | 1101—1200 | 2101—2200 | 3101—3200 | 4101—4200 | 5101—5200 | 6101—6200 | 7101—7200 | 8101—8200 | 9101—9200  |
| 201—300             | 1201—1300 | 2201—2300 | 3201—3300 | 4201—4300 | 5201—5300 | 6201—6300 | 7201—7300 | 8201—8300 | 9201—9300  |
| 301—400             | 1301—1400 | 2301—2400 | 3301—3400 | 4301—4400 | 5301—5400 | 6301—6400 | 7301—7400 | 8301—8400 | 9301—9400  |
| 401—500             | 1401—1500 | 2401—2500 | 3401—3500 | 4401—4500 | 5401—5500 | 6401—6500 | 7401—7500 | 8401—8500 | 9401—9500  |
| 501—600             | 1501—1600 | 2501—2600 | 3501—3600 | 4501—4600 | 5501—5600 | 6501—6600 | 7501—7600 | 8501—8600 | 9501—9600  |
| 601—700             | 1601—1700 | 2601—2700 | 3601—3700 | 4601—4700 | 5601—5700 | 6601—6700 | 7601—7700 | 8601—8700 | 9601—9700  |
| 701—800             | 1701—1800 | 2701—2800 | 3701—3800 | 4701—4800 | 5701—5800 | 6701—6800 | 7701—7800 | 8701—8800 | 9701—9800  |
| 801—900             | 1801—1900 | 2801—2900 | 3801—3900 | 4801—4900 | 5801—5900 | 6801—6900 | 7801—7900 | 8801—8900 | 9801—9900  |
| 901—1000            | 1901—2000 | 2901—3000 | 3901—4000 | 4901—5000 | 5901—6000 | 6901—7000 | 7901—8000 | 8901—9000 | 9901—10000 |